# Historische Kommission für Hessen
Die Historische Kommission für Hessen (ehemals Historische Kommission für Hessen und Waldeck) ist eine wissenschaftliche Gesellschaft, welche die Aufgabe hat, die Geschichte Hessens, seiner einstigen Territorien und der mit ihm historisch verbundenen Landschaften zu erforschen und die Forschungsergebnisse zu veröffentlichen. Sie wurde 1897 gegründet.

## Geschichte
Treibende Kraft für die Gründung der Historischen Kommission für Hessen war Goswin Freiherr von der Ropp, Professor für mittlere und neuere Geschichte an der Universität Marburg. Die Historische Kommission sollte zwischen der universitären und der regionalen Forschung vermitteln. Ausgeschlossen werden sollte dabei auch, dass sie eine Konkurrenz zu den von Heinrich Friedrich Karl vom und zum Stein 1819 gegründeten Monumenta Germaniae Historica würde.
Am 10. Juli 1897 wurde die Historische Kommission für Hessen und Waldeck an der Universität Marburg mit „unbeschränktem Selbstbestimmungsrecht“ gegründet. Die Gründungsversammlung beschloss Aufgabe und Zweck und fasste sie in Statuten zusammen. Sie sollte „Quellen und Darstellungen der hessischen und waldeckischen Geschichte in einer den Forderungen der Wissenschaft entsprechenden Weise“ herausgeben.
Trotz vorausgegangener Anregungen und Bemühungen des Vereins für hessische Geschichte und Landeskunde in Kassel sowie des Oberhessischen Geschichtsvereins in Gießen wurde die Historische Kommission unabhängig von beiden Geschichtsvereinen gegründet.

## Vorsitzende

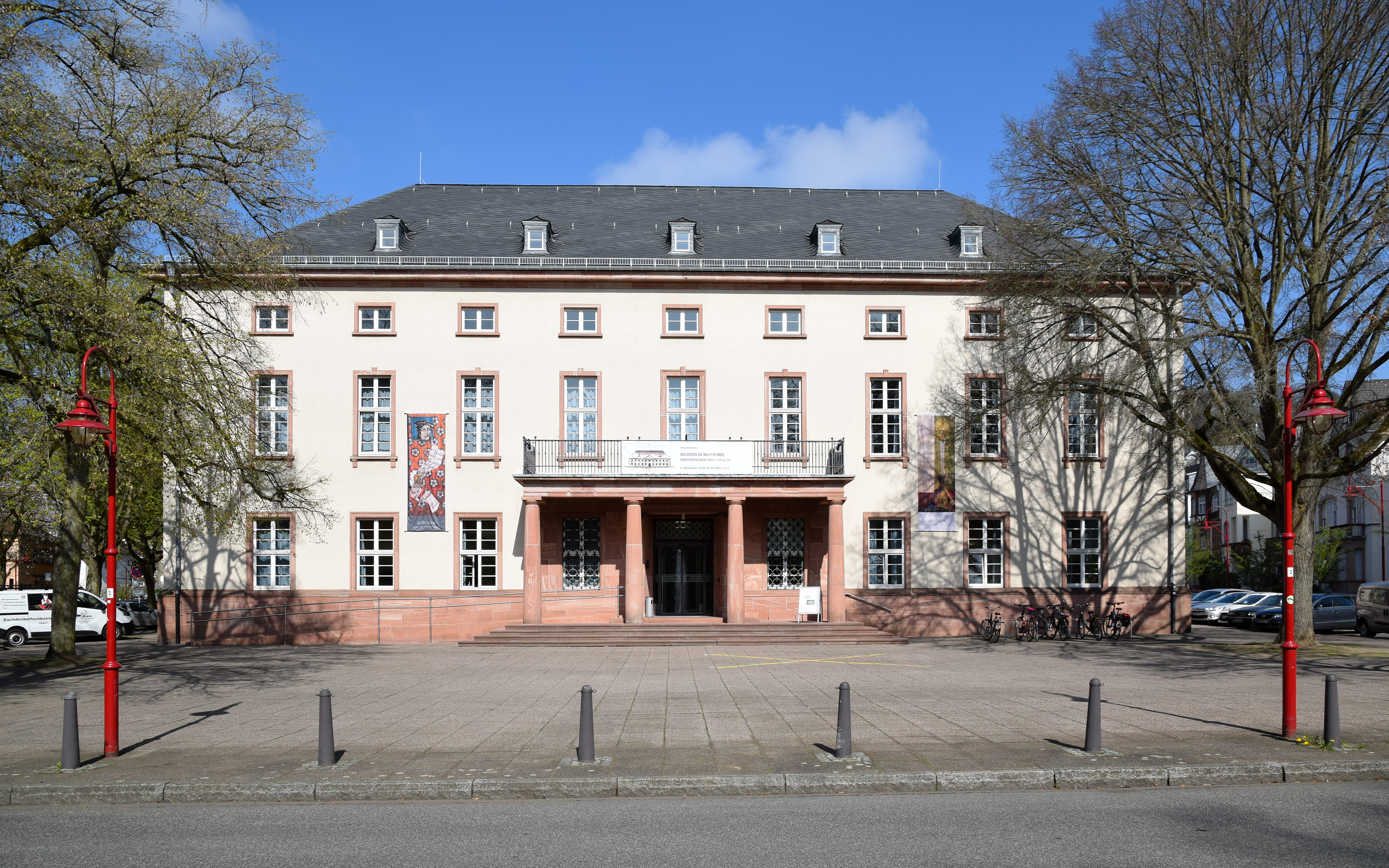
Der Sitz der Kommission: Das Hessische Staatsarchiv Marburg

- 1897–1919: Goswin von der Ropp
- 1919–1929: Friedrich Küch
- 1929–1939: Edmund Ernst Stengel
- 1939–1942: Theodor Mayer
- 1942–1954: Edmund Ernst Stengel
- 1954–1963: Heinrich Büttner
- 1963–1999: Walter Heinemeyer
- 1999–2005: Hans-Peter Lachmann
- seit 2005: Andreas Hedwig

## Organisation
Die Kommission hat ihren Sitz in Marburg und ist traditionell eng mit dem Hessischen Staatsarchiv Marburg verbunden. Ihr Vorsitzender, der geschäftsführende Vorstand, der Hauptausschuss und die Mitgliederversammlung sind die Organe der Kommission.
Mitglieder sind Stifter, Patrone und wissenschaftliche Mitglieder. Diese bilden die Mitgliederversammlung und werden durch sie berufen, wissenschaftliche Mitglieder werden aufgrund wissenschaftlicher Verdienste kooptiert. Stifter und Patrone können Einrichtungen oder Personen werden, die die Ziele der Kommission fördern. In der Regel sind das kommunale Gebietskörperschaften, kirchliche Einrichtungen, Verbände, Firmen, Geschichtsvereine oder Museen aus dem Tätigkeitsbereich der Kommission. Die Kommission umfasst mit Stand vom November 2019 sechs Vorstandsmitglieder, 25 Mitglieder des Hauptausschusses und insgesamt über 200 wissenschaftliche Mitglieder.
Den geschäftsführenden Vorstand bilden Vorsitzender, Schatzmeister und Schriftführer sowie ihre jeweiligen Stellvertreter. Der geschäftsführende Vorstand erledigt die laufenden Geschäfte und ist der Mitgliederversammlung für die Geschäftsführung verantwortlich. Weiterhin gibt es zwei Facharbeitsausschüsse „Grundlagen und Perspektiven der Landesgeschichte“ und „Zeitgeschichte“.
Spenden und Zuwendungen gingen und gehen der Kommission von öffentlicher und privater Hand zu. Weiter gibt es gezielte finanzielle Beiträge zu Einzelvorhaben, wie z. B. dem Druck von Urkundenbüchern. Regelmäßige Beiträge erwachsen aus dem Kreis der Patrone und Stifter. Jährliche Kassenberichte legen das Finanzgebaren der Kommission offen, werden der Mitgliederversammlung vorgelegt und in den Jahresberichten veröffentlicht.

## Heutige Arbeit
In den über 100 Jahren ihres Bestehens ist die Kommission politisch und konfessionell unabhängig und ausschließlich wissenschaftlich orientiert geblieben. Sie konnte ihre Unabhängigkeit bewahren und ist, trotz staatlicher Zuschüsse, nicht wie andere Initiativen in eine staatliche Forschungsstelle übergegangen.
Die Kommission hat anfangs vor allem Quellen bearbeitet und herausgegeben. Dies wurde später durch die Herausgabe von Monographien, Einzeluntersuchungen und Biographien ergänzt.
Der N. G. Elwert-Verlag in Marburg war bis 2010 als Kommissionsverlag für die Historische Kommission für Hessen tätig; seitdem veröffentlicht die Historische Kommission im Selbstverlag. Hauptreihe sind die Veröffentlichungen der Historischen Kommission für Hessen (88 Bände bis 2018); daneben gibt es die Schriften des Hessischen Staatsarchivs Marburg (32 Bände bis 2016). Seit 2003 erscheint in Einzelbänden das Handbuch der hessischen Geschichte (5 Bände bis 2018).
Lediglich die Monographien zur hessischen Kulturgeschichte erschienen bereits früher im Deutschen Kunstverlag, die Briefe des 19. Jahrhunderts im Erich Schmidt Verlag. Die Quellen und Forschungen zur hessischen Geschichte (178 Bände bis 2018) werden gemeinsam mit der Hessischen Historischen Kommission Darmstadt im Selbstverlag herausgegeben. In der Arbeitsgemeinschaft der Historischen Kommissionen in Hessen gibt die Historische Kommission für Hessen die Zeitschrift Hessisches Jahrbuch für Landesgeschichte (68 Bände bis 2018) in Zusammenarbeit mit dem Hessischen Landesamt für geschichtliche Landeskunde in Marburg mit heraus. In Kooperation mit dem Hessischen Landtag erscheint die Reihe „Politische und parlamentarische Geschichte des Landes Hessen“ (früher: „Vorgeschichte und Geschichte des Parlamentarismus in Hessen“, insgesamt 43 Bände bis 2017).